# ロイズタウン
ロイズタウンは北海道石狩郡当別町の地名。製菓メーカーのロイズコンフェクト（以下「ロイズ社」）の工場が立地することなどから2025年4月1日に新設された。本稿では地名のほか、関連事項についても記述する。

## 概要
当別町役場からは西南西に直線距離で約8㎞、札幌市役所からは北北東に直線距離で約15㎞の場所に位置する。区域はロイズ社のロイズタウン工場および駐車場などの敷地（約10ha）を範囲とする。
最寄り駅は北海道旅客鉄道（JR北海道）札沼線（学園都市線）のロイズタウン駅。駅から工場までは徒歩7分。無料のシャトルバスも運行されている。

## 歴史
- 1999年日付不明 - ロイズ社が当別町に「ふと美工場」を開設。
- 2022年3月1日 - 「ふと美工場直売店」を移転リニューアルオープン[5]。
- 2022年3月12日 - ロイズタウン駅が開業。
- 2022年日付不明 - 「ふと美工場」を「ロイズタウン工場」に改称。
- 2022年11月7日 - 体験型施設「ロイズカカオ&チョコレートタウン」プレオープン[6]。
- 2022年12月日付不明 - ロイズタウン工場に接する町道の愛称を決定。東西方向の町道西部南三号線が「チョコレートストリート」、南北方向の町道十五線が「カカオアベニュー」。また、ロイズタウン駅駅前広場には「カカオ＆チョコレートプラザ」の愛称がつけられた[7]。
- 2023年8月4日 - 「ロイズカカオ&チョコレートタウン」グランドオープン[8]。
- 2024年4月日付不明 - 道路および広場の愛称名の看板を設置。
- 2024年12月10日 - 当別町議会の令和6年第4回定例会にて「議案第7号 町の区域の設定について」が可決[9]。
- 2025年4月1日 - ビトエの一部および当別太の一部からロイズタウンを新設。ロイズタウン工場の住所が「当別町ビトエ640-15」から「当別町ロイズタウン1-1」に変更。